# Ветреный (сериал, Турция)
«Ветреный» (тур. Hercai)  — турецкий телесериал. Премьера состоялась 15 марта 2019 года на турецком телеканале ATV.
Слоган сериала: «История о любви, рождённая из мести…» (тур. İntikamdan doğan imkansız bir aşk masalı…). Более 100 стран приобрели права на показ сериала. Премьера в России состоялась 15 ноября 2021 года на телеканале «Романтичное».

## Сюжет
События сериала разворачиваются в турецкой провинции Мардин, городе Мидьят вокруг двух могущественных семей города — Асланбей и Шадоглу. Миран Асланбей вырос с мыслью о мести за смерть своих родителей. С детства его бабушка Азизе внушала, что в их смерти виновен Хазар — представитель враждебного клана Шадоглу. Миран не умеет любить и не знает, что такое быть счастливым. Дочь Хазара Рейян выросла доброй и романтичной девушкой, верящей в чудеса и бесконечную любовь. Её очень любят родители, но не признает Насух — глава Шадоглу и дедушка Рейян, всячески придираясь и мучая внучку. Однажды пути молодых людей пересекаются. Миран понимает, как может отомстить Хазару — соблазнит Рейян, женится на ней и разрушит жизнь. Но он даже не подозревал, что, попав в её объятия, сам влюбится в дочь своего врага с первого взгляда. Молодым людям предстоит пройти через многие испытания и трудности на пути к счастью, узнать правду о своём прошлом и тем самым остановить многолетнюю вражду между своими семьями.

## В ролях
| Актёр                                   | Роль       | Серии     |
| --------------------------------------- | ---------- | --------- |
| Акын Акынёзю                            | Миран      | 1—69      |
| Эбру Шахин                              | Рейян      | 1—69      |
| Айда Аксель                             | Азизе/Айше | 1—69      |
| Маджит Сонкан                           | Насух      | 1—69      |
| Сердар Озер                             | Джихан     | 1—69      |
| Фериде Четин                            | Зехра      | 1—69      |
| Джахит Гёк                              | Фырат      | 1—69      |
| Илай Эркёк                              | Ярен       | 1—69      |
| Гюльчин Хатыхан                         | Хандан     | 1—69      |
| Гюнеш Хаят                              | Эсма       | 1—69      |
| Барыш Ялчин                             | Махфуз     | 39—69     |
| Диларай Ешиляпрак                       | Зейнеп     | 47—69     |
| Эбрар Алья Демирбилек / Альмина Санджак | Гюль       | 1—51; 69  |
| Зухал Ялчин                             | Асие       | 35—69     |
| Эльван Демирез                          | Шейда      | 39—69     |
| Барыш Ташкын                            | Лютфю      | 56—69     |
| Айшегюль Гюнай                          | Фюсун      | 47—68     |
| Сера Кутлубей                           | Азра       | 56—68     |
| Эмруллах Омай                           | Махмут     | 3—68      |
|                                         | Халит      | 48—68     |
| Серхат Тутумлуэр                        | Хазар      | 1—65      |
| Айсун Метинер                           | Дильшах    | 53—65     |
| Аслы Самат                              | Мелике     | 1—64      |
| Гювен Хокна                             | Шюкран     | 24—64     |
| Ахмет Тансу Ташанлар                    | Азат       | 1—62      |
| Оя Унустасы                             | Гёнюль     | 1—62      |
| Ахмет Каякесен                          | Харун      | 26—56     |
| Гюльчин Сантырджиоглу                   | Султан     | 1—51      |
| Доган Байрактар                         | Аслан      | 39—49     |
| Айдан Бурхан                            | Ханифе     | 1—44      |
| Эда Элиф Башламышлы / Дуйгу Йетиш       | Элиф       | 1—3; 4—38 |
| Атилла Пекдемир                         | Юсуф       | 13—34     |
| Инджи Шен                               | Нигяр      | 1—29      |
| Айдан Таш                               | Шехрияр    | 5—25      |
| Сарп Икилер                             | Джанер     | 8—17      |
| Гёкхан Явуз                             | Рыза       | 1—17      |
| Эйлем Танрывер                          | Кериман    | 1—12      |

В российском дубляже роли озвучили: Александр Гаврилин, Мария Иващенко, Наталья Казначеева, Радик Мухаметзянов, Дмитрий Поляновский и Екатерина Кабашова.

## Съёмочная группа
Продюсер:
- Бану Акдениз

Режиссёры:
- Джем Карджи (1—33)
- Беналь Таири (1—33)
- Барыш Йош (34—43)
- Али Ильхан (44—69)

Оператор
- Али Аслан

Композиторы
- Метин Аригюль
- Эндер Гюндюзлю

Авторы сценария:
- Эда Тезджан (1—12)
- Ферайе Шахин (1—6, 14—55)
- Бершан Тан (7—69)
- Зейнеп Ширин Ялгин (14—69)
- Пелин Гюльчан (7—47)
- Берфу Эргенекон (13)
- Сема Али Эрол (56—58)
- Нильгюн Карай (56—58)
- Джеврие Мумджу (56—58)
- Махир Эрол (56—58)
- Альфан Дикмен (62—64)
- Башак Анигюн (62—64)
- Деря Кара (65—69)

## Трансляция

### Турция
| Сезон | День недели                                                         | Время | Начало                | Конец               | Телеканал |
| ----- | ------------------------------------------------------------------- | ----- | --------------------- | ------------------- | --------- |
| 1     | Пятница                                                             | 20:00 | 15 марта 2019 года    | 31 мая 2019 года    | ATV       |
| 2     | Пятница                                                             | 20:00 | 20 сентября 2019 года | 27 марта 2020 года  | ATV       |
| 3     | Пятница (18.09.2020—25.12.2020) Воскресенье (10.01.2021—25.04.2021) | 20:00 | 18 сентября 2020 года | 25 апреля 2021 года | ATV       |

### Россия
В России сериал транслировался c 15 ноября 2021 года на телеканале «Романтичное», а с 8 октября 2022 года по 9 апреля 2023 года — на телеканале «Домашний».

### Комментарий
1. ↑  Оригинальное название сериала — Hercai, произносится как «херджаи». Слово персидского происхождения, на турецком означает «человек не умеющий держать своё слово и выполнять свои обещания». В России сериал известен под названием «Ветреный».